# Raimond II. z Tripolisu
Raimond II. z Tripolisu (1115–1152, též možno psát Raymond či Raimund, latinsky Raimundus) byl v letech 1137–1152 vládcem křižáckého hrabství Tripolis.

## Život

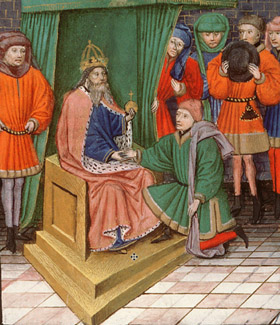
Raimond II. z Tripolisu u nohou byzantského císaře Jana II. (miniatura z 15. století)

Raimond byl synem hraběte Ponse I. a francouzské princezny Cecílie. V roce 1137 se Raimond oženil s dcerou jeruzalémského krále Balduina II. Hodiernou. Následujícího roku v bitvě s damašskou armádou padl hrabě Pons a na jeho místo nastoupil jeho syn jako Raimond II. Raimond, který byl přítomen osudné bitvy a dával porážku za vinu syrským křesťanům, které podezříval ze zrady.
Roku 1139 Zengí, atabeg Mosulu a Aleppa oblehl hrad Barin, který se nacházel na území Tripolského hrabství. Raimond okamžitě volal o pomoc k jeruzalémskému králi Fulkovi z Anjou, ale Zengí zatím stihl porazit tripolskou armádu v bitvě mimo hradby a zajmout samotného hraběte. Zengí pokračoval v obléhání Barinu a začal s obleženými vyjednávat, když se dozvěděl, že další křižácké a byzantské posily z Antiochie jsou již na cestě. O příchodu vojsk antiochijského knížete Raimonda z Poitiers, hraběte z Edessy Joscelina II. a byzantského císaře Jana obležení netušili, proto ochotně souhlasili, že vydají pevnost do rukou Zengímu výměnou za propuštění hraběte Raimonda a ukončení obléhání.
Roku 1142 začal Raimond II, spolupracovat s rytířským řádem johanitů a daroval jim hrad Krak des Chevaliers, obrovskou pevnost ležící na cestě z Damašku ke Středozemnímu moři a několik dalších menších pevností. Johanité byli formálně nezávislí na tripolském hraběti a sloužili jako ochránci hranic hrabství, které byly často napadány Damaškem a Zengího oddíly.

## Rodina

Hrabství Tripolis a ostatní křižácké státy v Levantě

Raimond II. byl pravnukem hraběte z Toulouse Raimonda ze Saint-Gilles, jednoho z hlavních vůdců první křížové výpravy, který založil hrabství Tripolis ještě před tím, než se vůbec podařilo dobýt samotný Tripolis (vzhledem k tomu, že se přesto Raimond z Toulouse považoval za hraběte z Tripolisu - tj. Raimonda I. z Tripolisu, je jeho pravnuk číslován jako Raimond II.) Nicméně Raimond II. pocházel z rodu Bernarda z Toulouse, nelegitimního syna Raimonda z Toulouse. Když legitimní syn Raimonda z Toulouse Alfons Jordan z Toulouse přišel na Blízký východ s druhou křížovou výpravou na jaře roku 1148, na cestě do Jeruzaléma zemřel. Podezření, že byl otráven, padlo na jeruzalémskou královnu Melisendu a její sestru Hodiernu, manželku Raimonda II. Obvinění se však nikdy neprokázalo a Raimond II. odmítl poskytnout křížové výpravě pomoc. Poté, co křížová výprava ztroskotala, nelegitimní syn Alfonsa Jordana Bernard dobyl hrad Araima v Tripolském hrabství a Raimond II. hledal pomoc u Zengího syna a nástupce Núr ad-Dína stejně, jako u damašského emíra Muín ad-Dín Unura. Muslimové dobyli Araimu a navrátili ji zpět pod vládu Raimondovi a ten poraženého Bernarda i jeho rodinu uvěznil.
Raimond II. se často přel se svou ženou. Hodierna byla velmi nezávislá a Raimond byl vůči ní velmi podezřívavý a držel ji v izolaci. Hodiernina sestra, jeruzalémská královna Melisenda (jmenovkyně Raimondovy a Hodierniny dcery, tripolské princezny Melisendy) byla roku 1152 přizvána, aby zprostředkovala komunikaci mezi Raimondem a manželkou. Zásah jeruzalémských příbuzných byl úspěšný a manželé se usmířili, avšak Melisenda byla toho názoru, že by bylo lepší, pokud by s ní a jejím synem, jeruzalémským králem Balduinem III. (který svou matku do Tripolisu doprovázel), Hodierna vrátila do Jeruzaléma.
Raimond s krátkým odstupem vyrazil do Jeruzaléma za nimi, ale při cestě zpět do Tripolisu byl u městské brány zabit příslušníky muslimské sekty assassinů, spolu se dvěma svými rytíři. Stal se tak prvním nemuslimem, který byl touto sektou zavražděn. Důvodem bylo pravděpodobně Raimondovo pozvání johanitů. Hodierna se okamžitě vrátila do Tripolisu, aby převzala vládu v hrabství a regentství za svého nezletilého syna Raimonda. Její synovec, král Balduin III. jí, jako nejvyšší lenní pán tripolského hraběte, zajistil podporu šlechticů hrabství a Hodierna mu za to dovolila předat hrad Tortosa templářským rytířům. Ti měli za úkol chránit hranice před útoky Núr ad-Dína, který výtáhl do války, když se doslechl o smrti tripolského vládce.
Hodierna a Raimond měli dvě děti. Dcera Melisenda byla později možnou nevěstou pro císaře Manuela I. Ze svatby nakonec sešlo, což se na krátkou dobu i podepsalo na zahraničně-politických vztazích křižáckých států a Byzantské říše. Nástupcem Raimonda II. na trůn se stal jeho syn Raimond III.